# Argentinische Eishockeynationalmannschaft der Frauen
Die Fraueneishockeynationalmannschaft Argentiniens ist eine Auswahl argentinischer Spielerinnen, die von der Asociación Argentina de Hockey sobre Hielo y en Línea bestimmt werden, um das Land auf internationaler Ebene zu repräsentieren.

## Geschichte
Eine Delegation der Asociación Argentina de Hockey sobre Hielo y en Línea, die sich seit ihrer Gründung hauptsächlich auf Inlinehockey konzentriert hatte, nahm vom 7. bis zum 21. Februar 2012 an einem Trainingslager in Mexiko teil. Dort bestritt man neben vier Testspielen gegen Vereinsmannschaften zudem zwei Länderspiele gegen die ebenfalls neu gegründete mexikanische Frauennationalmannschaft. Gegen die Vereinsmannschaften Blue Ice Breakers (1:0), Pink Blades (4:0) und White Pearls (5:1) konnten die Argentinierinnen gewinnen, während sie 1:3 gegen die Black Widows verloren. Anschließend besiegte Argentinien in seinem ersten Länderspiel überhaupt Mexiko mit 1:0. Einen Tag später musste man jedoch im zweiten Spiel gegen die Mexikanerinnen eine 1:7-Niederlage hinnehmen.